# Бахір
Бахір (пол. Bachórz) — розташоване на Закерзонні село в Польщі, у гміні Динів Ряшівського повіту Підкарпатського воєводства.
Населення — 1173 особи (2011).

## Розташування
Знаходиться на краю українських етнічних земель. Розташоване приблизно за 2 км на північ від Динова і за 25 км на південний схід від воєводського центру Ряшева на лівому березі Сяну. До села належить присілок Ходорівка.

## Історія

Церква Різдва Богородиці у Бахорі,
споруджена у 1846 р.
зруйнована після 1947 р.

Село закріпачене в XIV ст. Кмітами, які в 1436 р. вже судилися за нього.
За податковим реєстром 1589 року село було у власності Ваповських, входило до Сяноцької землі Руського воєводства, у селі було 11 ланів (коло 275 га) оброблюваної землі, 1 млин.
Село знаходиться на заході Надсяння і внаслідок політики польської влади зазнало латинізації та полонізації. У 1591 році всіх дітей у селі, без огляду на волю батьків, примусово хрестили у костелі, а церква була передана римо-католицькому ксьондзу і названа на честь святого Войцеха. У 1904 р. збудована Переворська залізниця зі станцією в Бахорі. На 1936 р. рештки українського населення становили 130 осіб, які належали до греко-католицької церкви. Церква Різдва Пресв. Богородиці, змурована в 1846 р., була парафіяльною Динівського деканату Перемишльської єпархії (у 1934—1947 рр. Апостольської адміністрації Лемківщини).
На 01.01.1939 у селі було 1440 жителів, з них 110 польськомовних українців (хоча в 1880 році ще було 294), 1300 поляків і 30 євреїв.
Після Другої світової війни Надсяння, попри сподівання українців на входження в УРСР, було віддане Польщі, а корінне українське населення примусово-добровільно вивозилося в СРСР, у їхні хати поселялися поляки. Згодом, у період між 1945 і 1947 роками тривала боротьба підрозділів УПА проти радянських військ і Війська польського. 1947 року між 15 і 20 травня під час Операції Вісла чоловіки були ув'язнені в концтаборі Явожно, а решта (37 осіб) депортована на понімецькі землі Польщі.
У 1975-1998 роках село належало до Перемишльського воєводства.

## Демографія
Демографічна структура станом на 31 березня 2011 року:
|          | Загалом | Допрацездатний вік | Працездатний вік | Постпрацездатний вік |
| -------- | ------- | ------------------ | ---------------- | -------------------- |
| Чоловіки | 586     | 133                | 394              | 59                   |
| Жінки    | 587     | 112                | 342              | 133                  |
| Разом    | 1173    | 245                | 736              | 192                  |